# 제17지역지원단
제17지역지원단(17th Area Support Group)은 가나가와현 자마시의 캠프 자마에 본부를 두고 주일 미군을 지원하던 미국 육군의 단급 지원부대였다. 표어는 "supporting the orient→동양을 지원한다"

## 역사
USAG 혼슈(=USAG-H)가 1986년 1월 16일에 임시 제9지역지원단으로 재편성되었다.  1974년 6월 30일에 임시 상태에서 벗어나고 풀리고 서수가 바뀌어 주일 미국 육군의 3개 예하사령부 중의 하나인 제17지역지원단이 되었다.
1994년 12월 9일에 제9전구지원사령부가 재소집되자, 제10지역지원단과 같이 재배속되었다.
시설 관리 기능이 시설관리국(Installation Management Agency (IMA))으로 통합되고, 2002년 10얼 16일에 제17지역지원단은 해산하고, 제35지원근무, 83병기대대는 제10지역지원단에 전속하였다. 혼슈지역의 시설을 관리할 부대로서 USAG-H가 재창설되었다. USAG-H는 시설관리국에서 시설관리사령부(IMCOM)으로 바뀌었을 때, 태평양 지역대(IMCOM-Pacific)에 배치되었다.

## 부대
- 본부 및 본부중대
- 제35지원근무대대
- 제78항공대대 (임시)
- 제83병기대대
- 제25총무중대 (우정)

## 관리

### 기관
- 운송국(Directorates of Transportation)
- 산업운영국(Directorate of Industrial Operations)

### 시설
- 캠프 자마
- 사가미 종합 보급창 - 사가미하라시
- 아키즈키 탄약창 - 히로시마현 구레시
- 요코스카 북부 도크 - 요코스카시

## 계보
- 1986년 1월 16일, 9th Area Support Group (Provisional)
→제9지역지원단 (임시)
- 1974년 6월 30일, 17th Area Support Group
→제17지역지원단

## 참고
- “17th Area Support Group”. 《globalsecurity.org》 (영어). 2017년 1월 26일에 확인함.
- “History of USARJ”. 《usamcja.com》 (영어). 2017년 11월 18일에 원본 문서에서 보존된 문서. 2017년 1월 26일에 확인함.